# Dentaliida
Los dentálidos o dentalíidos (Dentaliida) es uno de los dos órdenes de moluscos escafópodos. Estos son comúnmente conocidas por sus conchas colmillo de elefante. El orden Dentaliida contiene la mayoría de los escafópodos más grandes y se distingue del otro orden (Gadilidae) por: 
- la forma de su concha, en Dentaliida se estrecha uniformemente de anterior a posterior; mientras que en la de Gadilida tiene una abertura en la parte anterior ligeramente más pequeña que la el punto más ancho de la concha;
- la forma del pie,  el pie Dentaliida tiene forma de bote con un canal central, y el pie Gadilida tiene forma de estrella;
- la disposición de algunos de sus órganos internos.

## Familias
Se registran las siguientes familias dentro de este orden:
- Anulidentaliidae, Chistikov, 1975
- Calliodentaliidae, Chistikov, 1975
- Dentaliidae, Children, 1834
- Fustiariidae, Steiner, 1991
- Gadilinidae, Chistikov, 1975
- Laevidentaliidae, Palmer, 1974
- Omniglyptidae, Chistikov, 1975
- Rhabdidae, Chistikov, 1975